# Дмитрове (Звенигородський район)
Дми́трове — село в Україні, у Звенигородському районі Черкаської області, у складі Вільшанської селищної громади. Населення — 73 чоловіка (на 2001 рік).
У середині 2020-х років село офіційно вимерло[джерело?]

## Історія
- Село постраждало внаслідок геноциду українського народу, проведеного окупаційним урядом СРСР 1923-1933 та 1946-1947 роках[джерело?].